# Hidrologie

Ramurile hidrologiei

Hidrologia (din greacă Yδρoλoγια, Yδωρ+Λoγos, având semnificația „studiul apei”) este ramura geografiei fizice care se ocupă de studiul proprietăților generale ale apelor de la suprafața scoarței terestre, ale mișcării și distribuției apei planetare, în timp și spațiu, cu proprietățile fizice, chimice și biologice și interacțiunea apei cu mediul înconjurător, inclusiv lumea vie, legile generale care dirijează procesele din hidrosferă, atmosferă, litosferă și biosferă, precum și prognoza evoluției elementelor hidrologice, în vederea folosirii raționale a acestora în economie.
Hidrologia studiază și procesele ce guvernează fluctuațiile resurselor de apă ale uscatului și se ocupă de diferitele faze ale ciclului hidrologic.
Pe scurt, are ca obiect circuitul apei și resursele de apă.
O ramură a hidrologiei este hidrometria.